# Erik Wåhlin

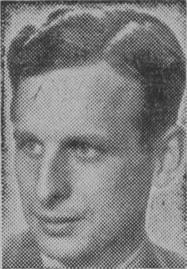
Erik Wåhlin

Sven Erik Wåhlin, född 25 oktober 1906 i Malmö, död 19 september 1984 i Uppsala, var en svensk arkitekt. Tillsammans med Nils Hjelm drev han arkitektkontoret Wåhlin & Hjelm.

## Biografi

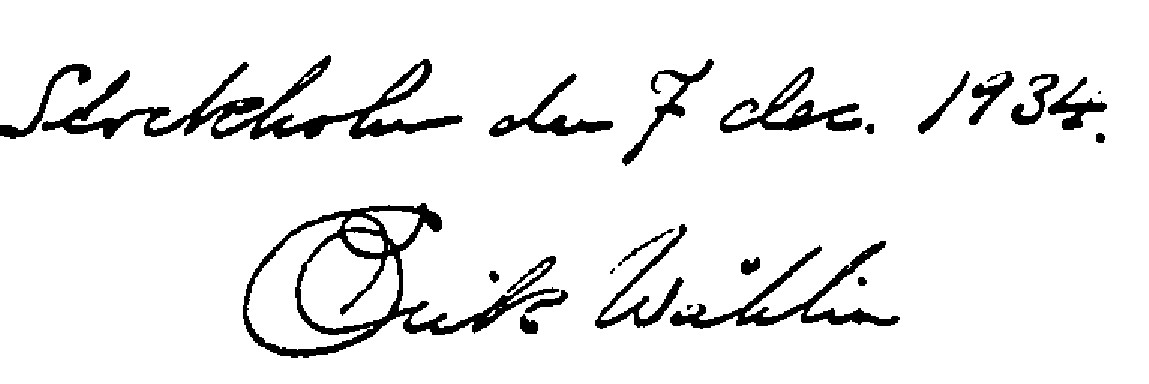
Namnteckning.

Wåhlin, som var son till domkyrkoarkitekt Theodor Wåhlin och Calla Ståhle, avlade studentexamen i Lund 1925 och utexaminerades Kungliga Tekniska högskolan 1932. Han var anställd på stadsplanekontoret i Stockholms stad 1929–1930, bedrev egen arkitektverksamhet i Stockholm från 1932 (tillsammans med Nils Hjelm), blev chefsarkitekt hos Svenska Riksbyggen 1945, distriktsarkitekt i Leksands landskommun 1950 och bedrev egen arkitektverksamhet i Uppsala från 1957. 
Han ritade bland annat flerbostadshus vid Badstrandsvägen på Stora Essingen (1940), militära byggnader (Revingehed 1940–1944), industribyggnader, större villor ofta i stram funkis i bland annat Djursholm och hyreshus i Stockholm och Umeå (Gustav Garvares gata, 1949). Han skrev ett flertal artiklar i fackpress. Wåhlin är begravd på Uppsala gamla kyrkogård.

## Bilder, verk i urval

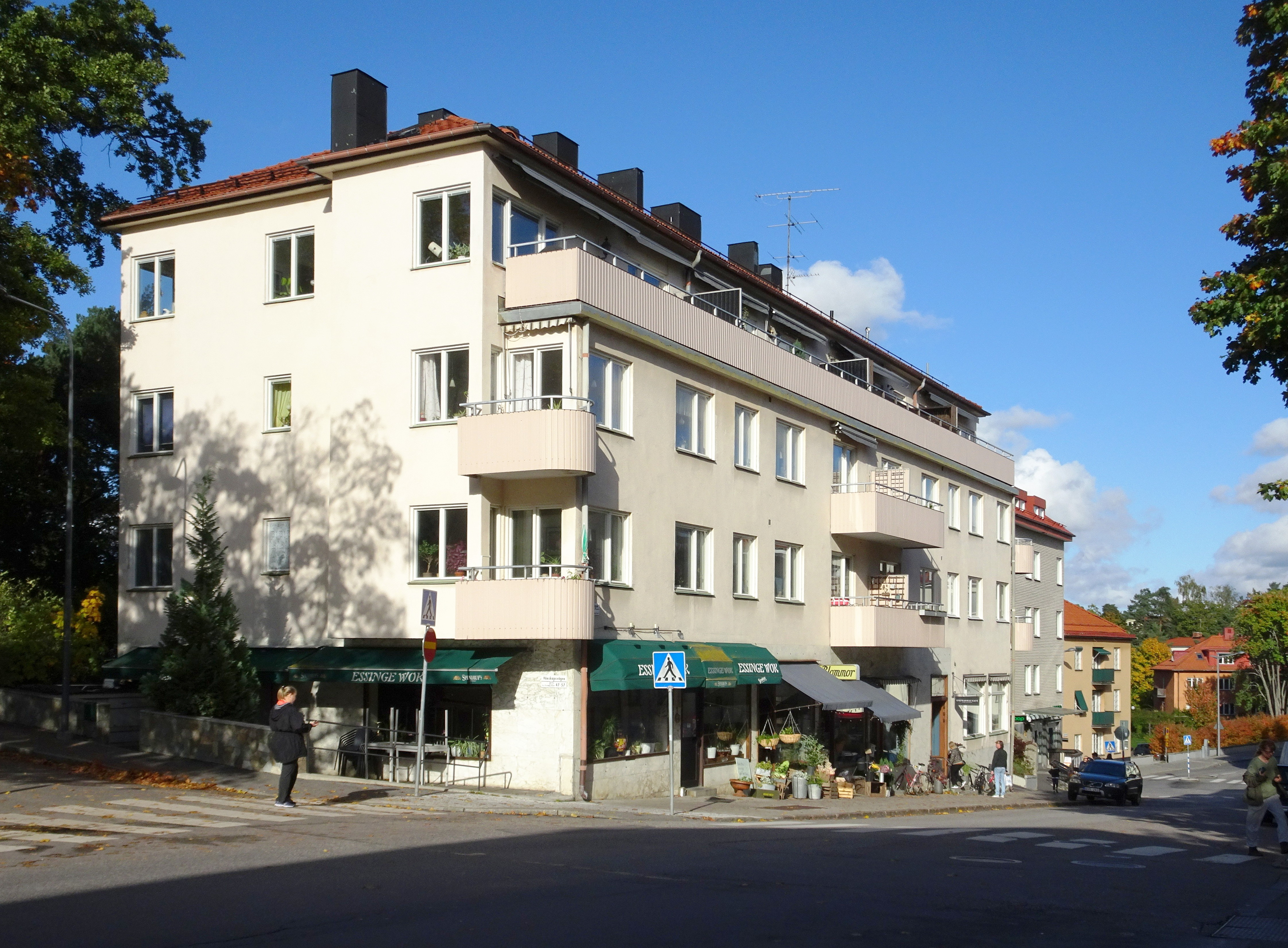
Badstrandsvägen 20-26, Stora Essingen.
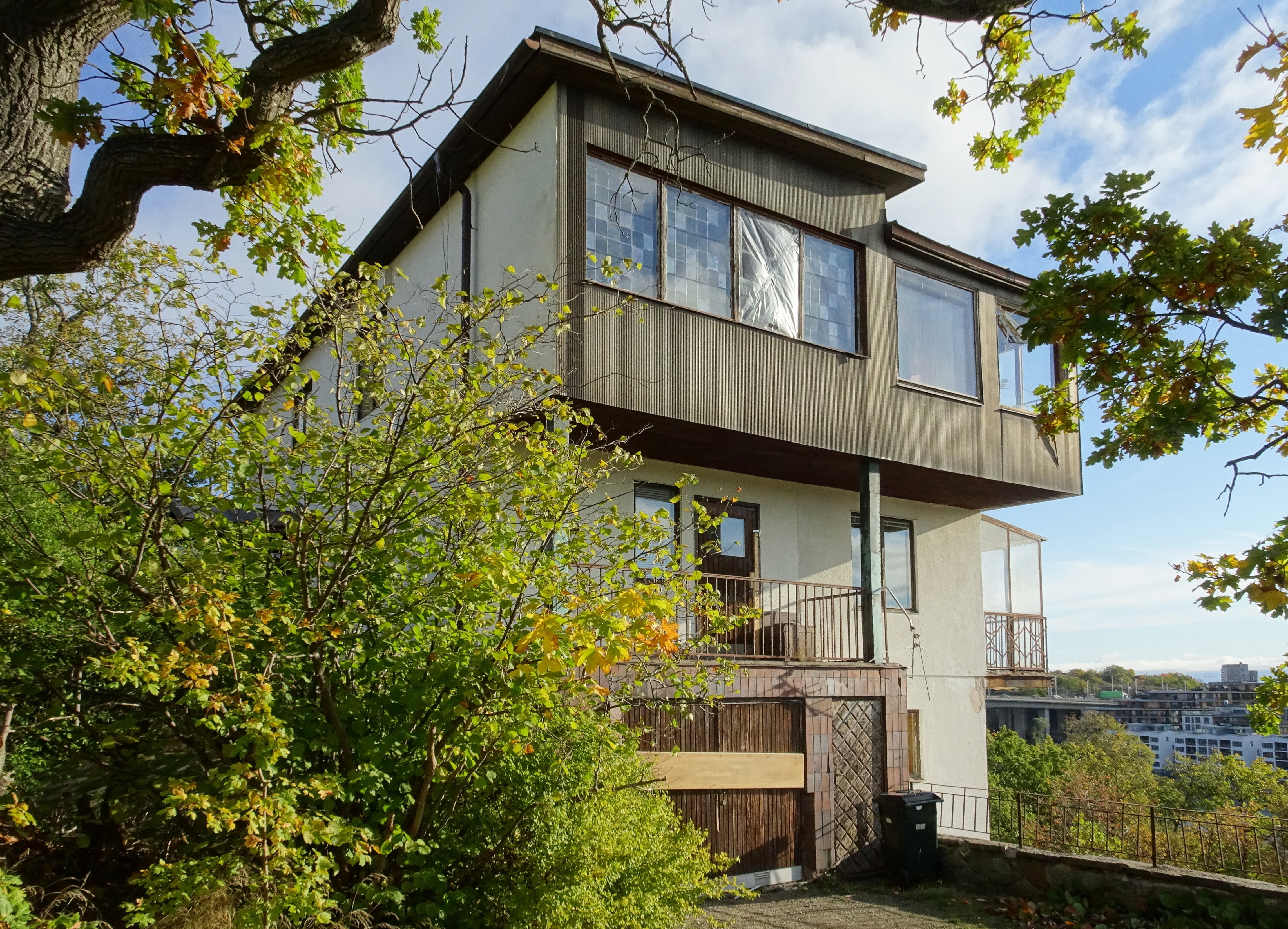
Essingeringen 10, Stora Essingen.
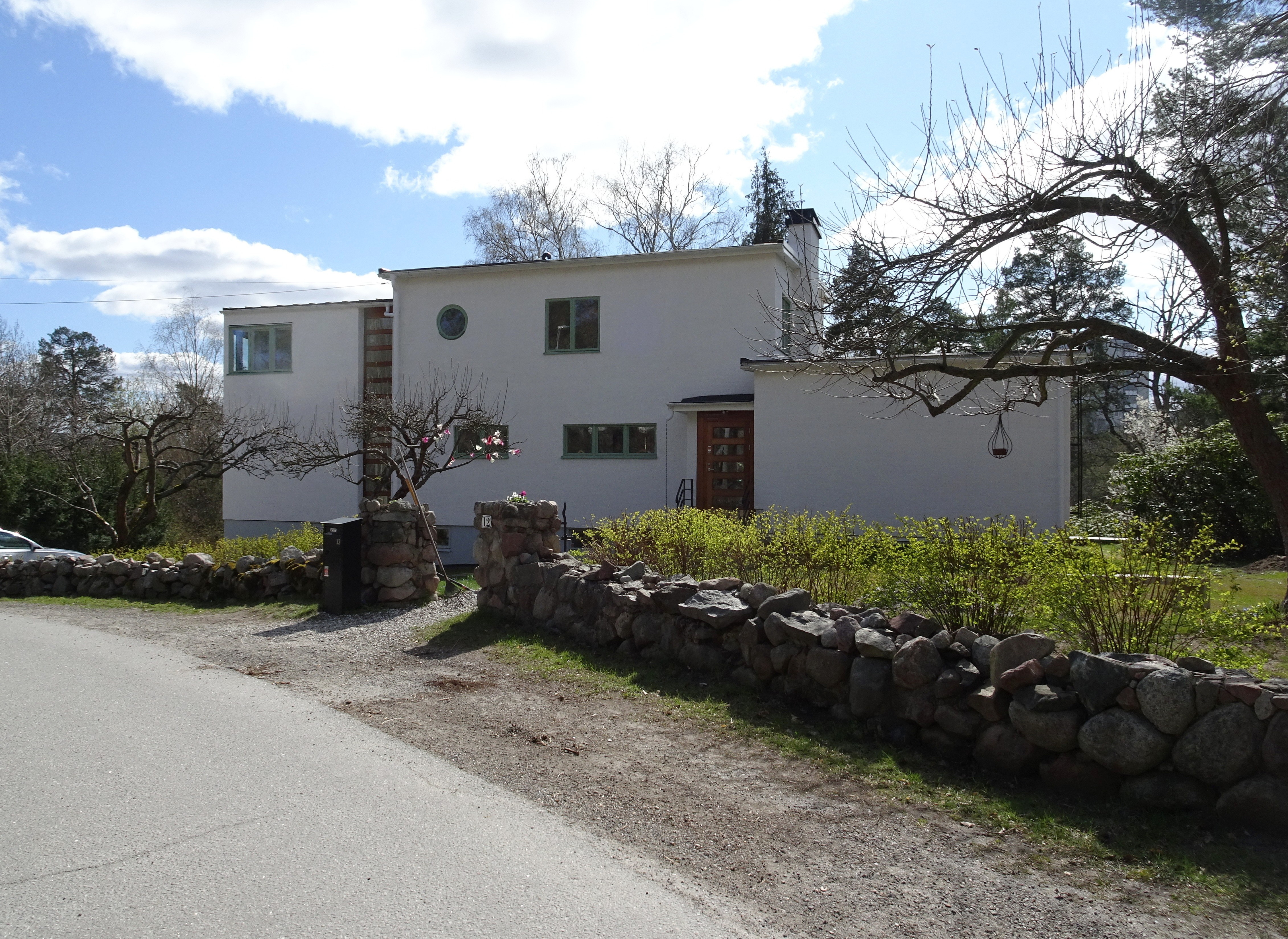
Urdavägen 12, Danderyd.
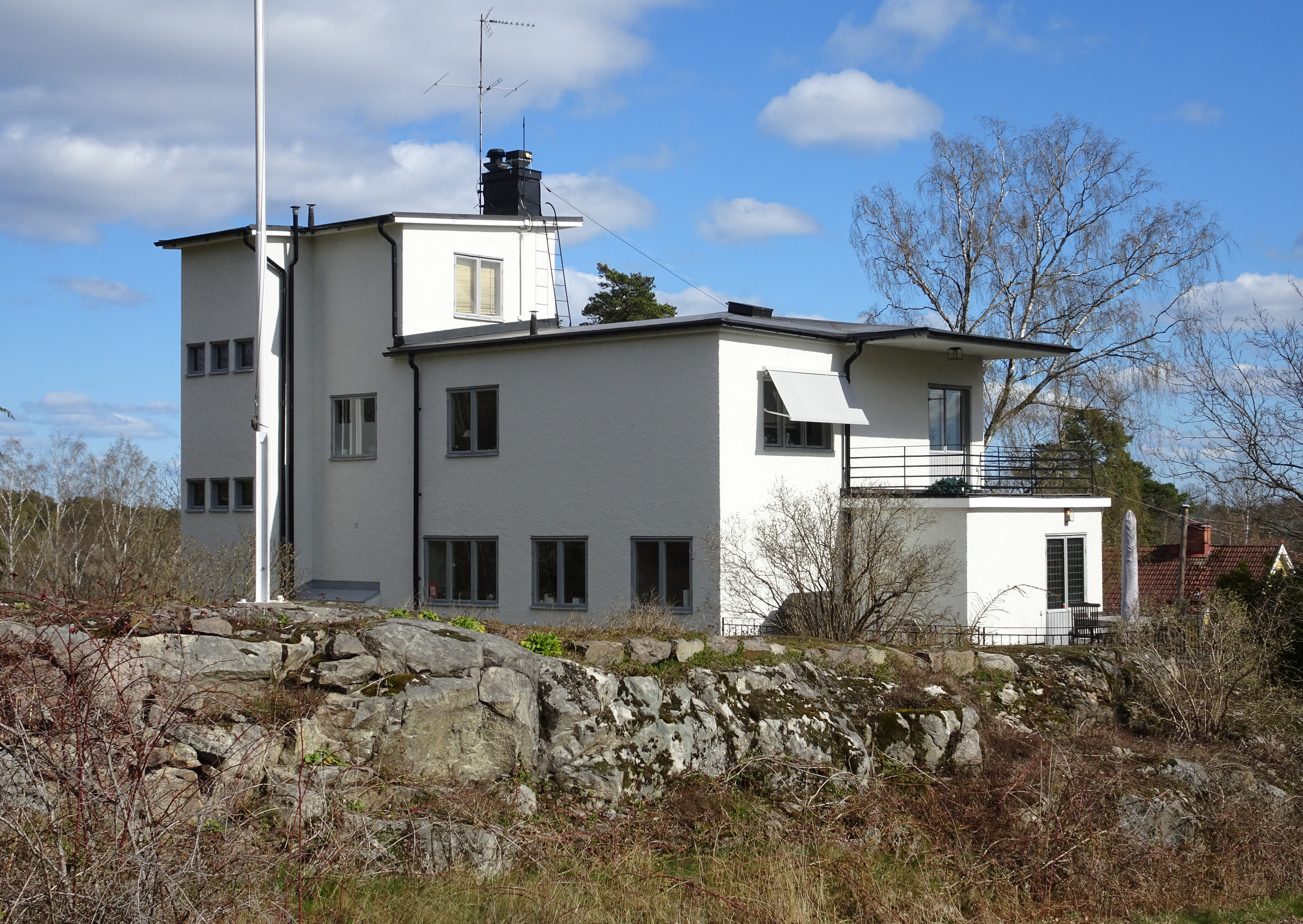
Urdavägen 17, Danderyd.